# Jeffrey Spencer
Jeffrey Eric Spencer (* 14. April 1951 in Los Angeles) ist ein ehemaliger US-amerikanischer Radrennfahrer.

## Sportliche Laufbahn
Spencer war im Bahnradsport aktiv. Er war Teilnehmer der Olympischen Sommerspiele 1972 in München. Mit Ralph Therrio als Partner trat er im Tandemrennen an. Beide schieden im Vorlauf gegen Wladimir Semenez und Igor Zelowalnikow aus der Sowjetunion aus. Im Sprint schied Spencer in seinem Vorlauf gegen Gérard Quintyn aus.